# Região de Keihin
A região de Keihin (京浜地方, Keihin Chihō) consiste nas cidades japonesas de Tóquio, Kawasaki e Yokohama. O termo é principalmente usado para descrever essas cidades como uma região industrial. Ele deriva do segundo caractere de Tóquio京, que pode ser lido como kyō ou kei, e o segundo caractere de Yokohama, 浜, que pode ser lido como hin ou hama.
A região de Keihin é parte da região de Kanto.
concentra um terço da população nacional